# Galium anisophyllon
Galium anisophyllon är en måreväxtart som beskrevs av Dominique Villars. Galium anisophyllon ingår i släktet måror, och familjen måreväxter.

## Underarter
Arten delas in i följande underarter:
- G. a. anisophyllon
- G. a. plebeium